# فیلیا (پاستا)
فیلیا نوعی پاستا خاص از استان ویبو والنتیا در کالابریا است. آنها از سمولینا گندم دوروم و آب تهیه شده و با پیچاندن ورقه ای از پاستا به دور یک نی نازک (dinaciulu), و ایجاد یک لوله توخالی به طول تقریباً ۲۰ سانتی‌متر تهیه می‌شوند.